# Hans-Peter Lehnhoff
Hans-Peter Lehnhoff (Alsdorf, 12 luglio 1963) è un dirigente sportivo ed ex calciatore tedesco, di ruolo centrocampista.

## Palmarès

### Club

#### Competizioni nazionali
- Coppa del Belgio: 1

Anversa: 1991-1992